# Petrovice (tvrz)
Tvrz (zámek) Petrovice leží ve vsi Petrovice, která je součástí města Měčín v okrese Klatovy v Plzeňském kraji. 

## Historie
Z poloviny 13. století existují zmínky o existenci panského sídla. První zcela konkrétní zmínky o tvrzi pocházejí z poloviny 16. století, kdy vesnici získali Kokořovci prodejem od Šternberků. Z roku 1743 prameny zmiňují petrovickou vrchnostenskou budovu, ve které se nacházely mobilie, jako obrazy, zrcadla, psací stůl a zařízení ložnice. Od roku 1746 až do roku 1945 pak byl statek v Petrovicích spojen s žinkovským panstvím. Poté byl veškerý majetek (v té době Emila Škody) zkonfiskován na základě dekretu prezidenta republiky č. 15/1945 Sb. Sloužila pak (od roku 1924), až do šedesátých let 20. století jako škola.

## Budova
Z Josefovského vojenského mapování z let 1764–1767 je popisována takto: "Solidní zámek, poplužní dvůr, sýpka, kostel a zděný hostinec." Katastrální mapa z roku 1837 zachycuje zámek jako obdélnou budovu o rozměrech cca 15 × 21 metrů. Podoba není přesně známa, lze však předpokládat, že stavba měla středovou chodbu se schodištěm a po jejích stranách se nacházely dvě dvojice obytných místností. Někdy mezi lety 1837–1879 byla část zámku zbořena, takže do dnešních dnů se dochovaly zhruba 2/3 původního objektu. Zajímavé je, že v Soupise památek se uvádí: "zámek, dříve větší, již v XVIII. stol. částečně byl snesen a ubourán."

## Majitelé
- 1245 – Petr z Petrovic
- 1547 – Adam ze Šternberka
- 1561 – Jiří Kokořovec z Kokořova
- 1601 – Petr z Kokořova
- 1603 – Jan Jiří z Kokořova
- 1625 – Kryštof Kokořovec
- 1654 – Adam Petr Kokořovec
- 1664 – Kryštof František Kokořovec
- 1684 – Přibík Vilém Kokořovec
- 1712 – Přibík Josef a Václav Isidor Kokořovci
- 1738 – Anna Apoléna Petronila, rozená z Valdštejna
- 1743 – Václav Klenovský z Klenového
- 1746 – Jan Josef z Vrtby
- 1883 – Jan z Harrachu
- 1897 – Karel rytíř Weselý
- 1913 – Jeroným Colloredo-Mansfeld
- 1915 – Karel Škoda
- 1931 – Emil Škoda
- 1945 – Československo
- 1991 – město Měčín / soukromí majitelé
- 2015 – Jaroslav a Romi Demjanovi